# Planet X
Planet X was een Amerikaanse instrumentale rocksupergroep, ooit begonnen als een solo-project van de toetsenist Derek Sherinian (bekend van Dream Theater). Later groeide de samenwerking uit tot een volwaardige band. Ze vier albums uitgebracht, waarvan drie studioalbums en een live-album.
Op  het album "Quantum" is onder anderen gitaar virtuoos Allan Holdsworth op 2 tracks te horen.

## Bezetting
- Derek Sherinian - Keyboards
- Virgil Donati - Drums
- Rufus Philpot - Basgitaar

## Discografie
- Universe (2000)
- Live From Oz (2002)
- MoonBabies (2002)
- Quantum (2007)